# Gle Betong
Gle Betong är en kulle i Indonesien.   Den ligger i provinsen Aceh, i den västra delen av landet, 1 800 km nordväst om huvudstaden Jakarta. Toppen på Gle Betong är 34 meter över havet.
Terrängen runt Gle Betong är huvudsakligen platt, men åt sydost är den kuperad. Havet är nära Gle Betong åt sydväst.Runt Gle Betong är det ganska glesbefolkat, med 50 invånare per kvadratkilometer. I omgivningarna runt Gle Betong växer i huvudsak städsegrön lövskog.